# دژ میمویک
دژ میمویک (به فرانسوی: Forteresse de Mimoyecques) نام امروزی مجتمع نظامی زیرزمینی است که بین سال‌های ۱۹۴۳ تا ۱۹۴۴ در زمان جنگ جهانی دوم، توسط نیروهای آلمان نازی ساخته شده. این مجتمع قرار بود محل استقرار آتشباری از توپ‌های وی-۳ باشد که به‌طور دائم به سمت لندن در فاصله ۱۶۵ کیلومتری، نشانه رفته باشد. این مجتمع که در هنگام ساخت به نام‌های Wiesse (چمنزار) یا Bauvorhaben 711 (پروژه عمرانی ۱۷۱۱) شناخته می‌شد، در منطقه پا-دو-کاله در شمال فرانسه واقع شده.
میمویک از اواخر سال ۱۹۴۳ تحت بمباران شدید نیروهای متفقین بود و به دلیل اختلال جدی در عملیات ساخت، قسمت‌هایی از پروژه به کلی کنار گذاشته شدند. بخشی از این مجتمع در ۶ ژوئیه ۱۹۴۴ مورد اصابت یک بمب ۵۴۰۰ کیلوگرمی قرار گرفت که به تخریب بخشی از تونل‌ها و شفت‌های آن انجامید. با وجود تلاش آلمانی‌ها برای ادامهٔ ساخت تأسیسات، به دلیل پیش‌روی نیروهای متفقین در پی پیاده‌سازی در نرماندی، این پروژه متوقف شد و در نهایت در ۵ سپتامبر ۱۹۴۴ به تسخیر لشکر ۳ کانادا درآمد.
پس از جنگ، این تأسیسات همچنان به عنوان تهدیدی علیه امنیت بریتانیا تلقی می‌شد و بخشی از آن به دستور چرچیل و بدون اطلاع فرانسوی‌ها تخریب شد. قسمت‌های باقیمانده از آن، امروزه به صورت یک موزه مورد استفاده قرار می‌گیرد.